# 北條知佳
北條 知佳（ほうじょう ちか）は、日本の漫画家。1982年、『りぼん』（集英社）1983年2月号に掲載された「お・と・な・りの山田さん」でデビュー。
少女向けの作品を手がけ、主に集英社で活躍。『マーガレット』（同）では北条千花というペンネームを使用。
1997年と2001年に子供を出産した。

## 作品リスト

### 連載
- ボン松五郎の冒険（『りぼんオリジナル』1990年早春の号 - 1990年秋の号）
- またたび・ニッポン!（『りぼん』1991年6月号 - 1992年4月号）
- ダイアモンドピンク（『りぼん』1993年8月号 - 1994年1月号）
  - 読切版は『りぼんオリジナル』1993年6月号に掲載。

### 読切
- お・と・な・りの山田さん（『りぼん』1983年2月号） - デビュー作。
- あしどりかろやかに（『りぼんオリジナル』1983年冬の号）
- 電気じかけのブルーボーイ（『りぼん』1984年3月号）
- ベントウ・タイム（『りぼん』1985年1月号）
- アフター・カーニバル（『りぼんオリジナル』1985年秋の号）
- まよなかにディナー（『りぼんオリジナル』1986年秋の号）
- 体育する放課後（『りぼんオリジナル』1986年初冬の号）
- 青空賛歌（『りぼんオリジナル』1987年春の号）
- 夢みる休日（『りぼんオリジナル』1987年夏の号）
- 週末の恋人（『りぼんオリジナル』1987年冬の号）
- スローモーション（『りぼんオリジナル』1988年初夏の号）
- 禁断のテレパシー（『りぼん』1988年7月号）
- ひだまりの庭（『りぼんオリジナル』1989年早春の号）
- 雨がやんだら（『りぼんオリジナル』1989年初夏の号）
- 月夜の魔法使い（『りぼんオリジナル』1989年秋の号）
- 3丁目の王子様（『りぼん』1991年1月号、『りぼんオリジナル』1991年春の号）
- KISSはパラダイス（『りぼん』1992年夏のびっくり大増刊号）
- 女神様とお呼び!（『りぼんオリジナル』1992年秋の号）
- 青春の戦い（『りぼん』1992年秋のびっくり大増刊号）
- 電撃ベイビィ（『りぼんオリジナル』1993年2月号）
- ベタフラの瞬間（『りぼん』1993年早春のびっくり大増刊号）
- ゴーゴーエディくん（『りぼん』1994年りぼん冬休みおたのしみ増刊号）
- セミスイートの迷宮（『りぼん』1994年春ののびっくり大増刊号）
- おっかけ人生（『りぼん』1994年初夏のびっくり大増刊号）
- プリティ・バニラ（『りぼんオリジナル』1994年8月号）

## 書誌情報
集英社＜りぼんマスコットコミックス＞
- まよなかにディナー（1986年12月発売、ISBN 978-4-08-853390-2）
  - 「お・と・な・りの山田さん」「あしどりかろやかに」「ベントウ・タイム」「アフター・カーニバル」併録。
- 夢みる休日（1987年12月発売、ISBN 978-4-08-853428-2）
  - 「電気じかけのブルーボーイ」「体育する放課後」「青空賛歌」併録。
- 週末の恋人（1989年2月発売、ISBN 978-4-08-853476-3）
  - 「スローモーション」「禁断のテレパシー」「ヘルシーワルツ」併録。
- ボン松吾郎の冒険（1991年1月発売、ISBN 978-4-08-853551-7）
- 3丁目の王子様（1991年9月発売、ISBN 978-4-08-853582-1）
  - 「ひだまりの庭」「月夜の魔法使い」併録。
- またたび・ニッポン!（1992年8月発売、ISBN 978-4-08-853626-2）
- KISSはパラダイス（1993年6月発売、ISBN 978-4-08-853670-5）
- 「女神様とお呼び」「電撃ベイビィ」「雨がやんだら」併録。
- ダイアモンドピンク（1994年刊、全2巻）
  1. 前編 1994年2月発売、ISBN 978-4-08-853716-0
  2. 後編 1994年9月発売、ISBN 978-4-08-853754-2

  - 後編には「ゴーゴーエディくん」「セミスイートの迷宮」併録。

集英社＜マーガレットコミックス＞
※全て「北条千花」で出版。
- 夜空に猫の爪（1996年9月発売、ISBN 978-4-08-848550-8）
- ぜっぴんデート（1997年8月発売、ISBN 978-4-08-848692-5）
- せかいでいちばん（2000年1月発売、ISBN 978-4-08-847167-9）

学研プラス＜はなまるきっず子育てコミックス＞
- こむすめざんまい（2002年2月21日発売、ISBN 978-4-05-401443-5[1]）

### アンソロジー
- りぼん新人まんが傑作集1 7つぶの宝石（一条ゆかり編、1983年12月発売、ISBN 4-08-853282-1）
  - 「お・と・な・りの山田さん」収録。